# Landsberied
Landsberied er en kommune i Landkreis Fürstenfeldbruck, der ligger i den vestlige del af Regierungsbezirk Oberbayern i den tyske delstat Bayern. Den er en del af Verwaltungsgemeinschaft Mammendorf. Landsberied blev grundlagt i 853 med navnet "Lantbertesrieod", der betyder "rydningen af Lantbert". I 1970 havde kommunen 593 indbyggere, i 1987 havde den 849 og i år 2000 havde kommunen 1.203 indbyggere. Kommunen har børnehaver, men ingen skoler.

## Geografi
Landsberied ligger i Region München.
Ud over Landsberied er der landsbyerne Babenried og Hirschthürl.